# Brendan Meyer
Brendan Meyer (2 de octubre de 1994) es un actor canadiense conocido por su papel como Adam Young en Mr. Young y Nelson Ort en el programa de televisión Dinosapien.

## Filmografía
| Año        | Película/Programa                         | Personajes    | Notas                                                              |
| ---------- | ----------------------------------------- | ------------- | ------------------------------------------------------------------ |
| 2005       | Waking Up Wally: The Walter Gretzky Story | Goalie        |                                                                    |
| 2006       | For the Love of a Child                   | David         |                                                                    |
| 2007       | Dinosapien                                | Nelson Ort    | 15 episodios                                                       |
| 2007       | Blood Ties                                | Travis Deskin | Episodio: "Post Partum"                                            |
| 2007       | The Secret of the Nutcracker              | Frank         |                                                                    |
| 2008       | Freezer Burn: The Invasion of Laxdale     | Little Brat   |                                                                    |
| 2008       | A Pickle                                  | Kelly         | Cortometraje                                                       |
| 2009       | The Assistants                            | Barry Collins | Episodio: "The Break Up"                                           |
| 2009       | Christmas in Canaan                       | Bobby         |                                                                    |
| 2010       | Tooth Fairy                               | Ben           | En la tienda de música                                             |
| 2010       | R.L. Stine's The Haunting Hour            | Will          | Episodio: temporada 1 Episodio 3 "The Dead Body"                   |
| 2011       | R.L. Stine's The Haunting Hour            | Nathan        | Episodio: temporada 2 Episodios 1 & 2 "Creature Feature Part 1 & 2 |
| 2011– 2013 | Mr. Young                                 | Adam Young    | Protagonista, serie de TV Cartoon Network                          |
| 2012       | Girl vs. Monster                          | Henry         | Coprotagonista                                                     |
| 2014       | The Guest                                 | Luke Peterson |                                                                    |
| 2016       | The OA                                    | jesse         |                                                                    |

## Premios/Nominaciones
| Año  | Premio             | Categoría                                                                 | Resultados | Película            | Ref.  |
| ---- | ------------------ | ------------------------------------------------------------------------- | ---------- | ------------------- | ----- |
| 2010 | Young Artist Award | Best Performance in a TV Movie, Miniseries or Special Leading Young Actor | Nominado   | Christmas in Canaan | [ 2 ] |
| 2010 | Young Artist Award | Best Performance in a TV Series - Guest Starring Young Actor 14 and Over  | Nominado   | The Assistants      | [ 2 ] |